# إيفان فيغيروا
إيفان فيغيروا (بالإسبانية: Iván Figueroa)‏ هو كاتب مكسيكي، ولد في 30 مارس 1974 في Sahuaripa Municipality ‏ في المكسيك.